# Milan Foot-Ball and Cricket Club 1914-1915
Questa voce raccoglie le informazioni riguardanti il Milan Foot-Ball and Cricket Club nelle competizioni ufficiali della stagione 1914-1915.

## Stagione

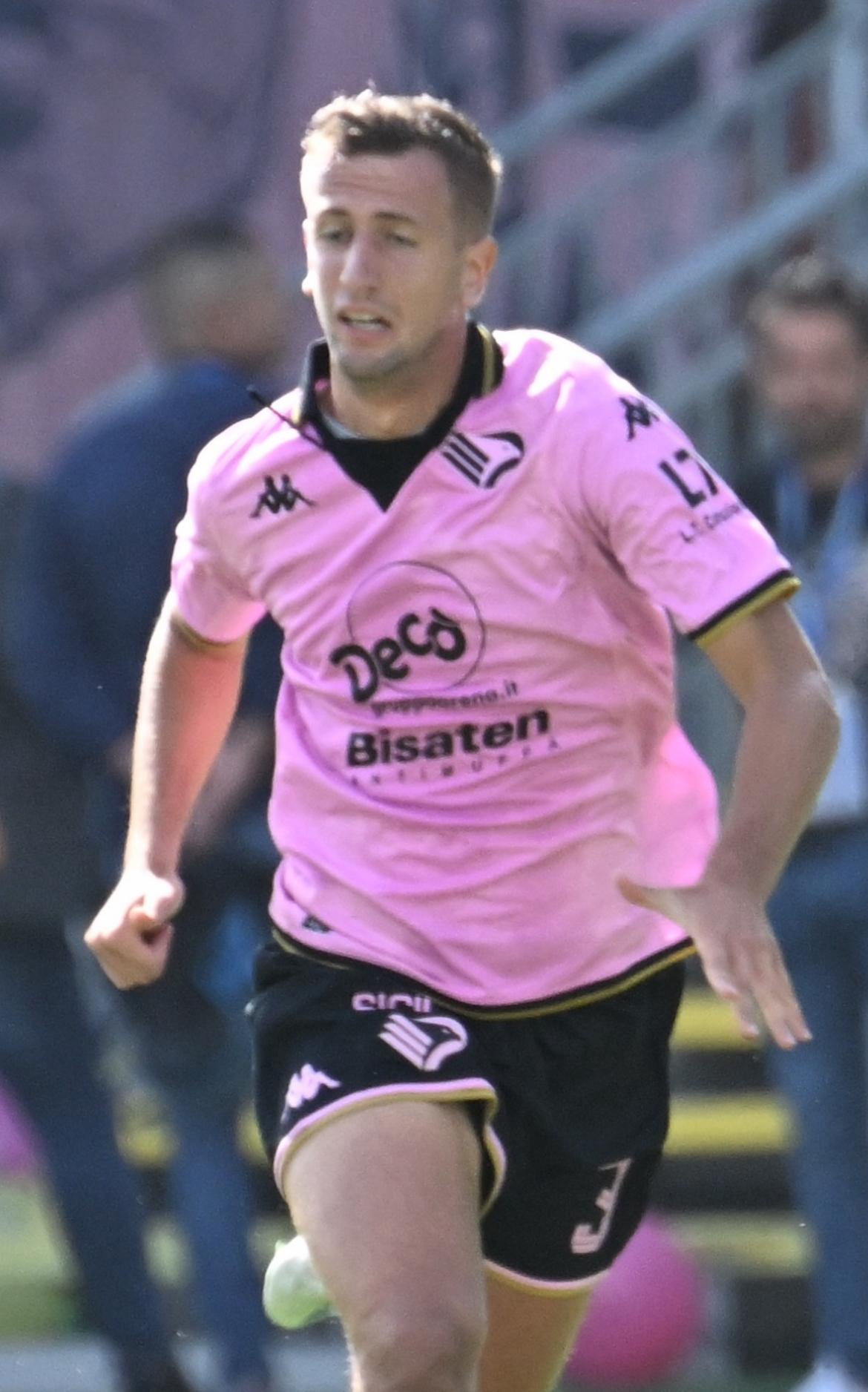
Marco Sala, al Milan dal 1908 al 1920.

Prima dell'inizio della stagione il Milan trasferisce il suo campo di gioco casalingo dal Campo Milan di Porta Monforte al Velodromo Sempione. Questa è un'ottima stagione per il Milan, dato che vince sia il girone eliminatorio che il torneo di semifinale giungendo a disputare il girone finale del nord Italia, e questo fa ben sperare la dirigenza e i tifosi.
Il girone finale però non si conclude per l'entrata dell'Italia nella prima guerra mondiale. Il titolo di campione d'Italia è poi assegnato al Genoa con delibera postbellica della FIGC. Il Milan, in questo campionato, perde solamente 3 partite su 21 disputate. Ancora sugli scudi l'attaccante Louis Van Hege, autore di 22 reti in 20 incontri.

## Divise
| Casa | Trasferta |

## Organigramma societario
Area direttiva
- Presidente: Piero Pirelli
- Vice presidente: Gilberto Porro Lambertenghi
- Segretario: Giuseppe Wilmant

Area tecnica
- Direttore sportivo: Cesare Stabilini
- Allenatore: commissione tecnica

## Rosa
| N. |                      | Ruolo | Calciatore               |
| -- | -------------------- | ----- | ------------------------ |
|    | Italia (bandiera)    | P     | Luigi Barbieri           |
|    | Italia (bandiera)    | P     | Lorenzo Gaslini          |
|    | Italia (bandiera)    | D     | Luigi Pettinelli         |
|    | Italia (bandiera)    | D     | Amilcare Pizzi           |
|    | Italia (bandiera)    | D     | Egidio Rovelli           |
|    | Italia (bandiera)    | D     | Marco Sala               |
|    | Italia (bandiera)    | C     | Augusto Gaetano Avanzini |
|    | Italia (bandiera)    | C     | Amleto Balloni           |
|    | Italia (bandiera)    | C     | Emilio Cazzaniga         |
|    | Italia (bandiera)    | C     | Attilio Colombo          |
|    | Italia (bandiera)    | C     | Anselmo Greppi           |
|    | Argentina (bandiera) | C     | Cesare Lovati            |
|    | Italia (bandiera)    | C     | Ernesto Morandi          |

| N. |                   | Ruolo | Calciatore                    |
| -- | ----------------- | ----- | ----------------------------- |
|    | Italia (bandiera) | C     | Alessandro Scarioni           |
|    | Italia (bandiera) | C     | Francesco Soldera             |
|    | Italia (bandiera) | C     | Attilio Trerè                 |
|    | Italia (bandiera) | A     | Egidio Bertazzoni             |
|    | Italia (bandiera) | A     | Carlo Bozzi                   |
|    | Italia (bandiera) | A     | Erminio Brevedan              |
|    | Italia (bandiera) | A     | Luigi Crema                   |
|    | Italia (bandiera) | A     | Romolo Ferrario               |
|    | Italia (bandiera) | A     | Gino Mosca                    |
|    | Italia (bandiera) | A     | Lorenzo Oleario De Bellagente |
|    | Belgio (bandiera) | A     | Louis Van Hege (capitano)     |
|    | Italia (bandiera) | A     | Gustavo Zacchi                |

## Calciomercato
| Acquisti | Acquisti          | Acquisti          | Acquisti |
| R.       | Nome              | da                | Modalità |
| -------- | ----------------- | ----------------- | -------- |
| A        | Erminio Brevedan  | Volontari Venezia | -        |
| D        | Amilcare Pizzi    | US Milanese       | -        |
| D        | Francesco Soldera | US Milanese       | -        |

| Cessioni | Cessioni        | Cessioni  | Cessioni |
| R.       | Nome            | a         | Modalità |
| -------- | --------------- | --------- | -------- |
| C        | Carlo Capelli   | Modena    | -        |
| D        | Carlo De Vecchi | Cremonese | -        |

## Risultati

### Prima Categoria

#### Girone D

##### Girone di andata
| Arbitro: | G.Colombo (Milano) |

|                                                                                                 |           |  |
| Soldera I 6’ Trerè II 8’, 13’, 56’, 62’ Van Hege 24’, 36’, 53’, 60’, 68’ Brevedan 38’, 41’, 61’ | Marcatori |  |

| Arbitro: | Terzolo (Milano) |

|                                                   |           |  |
| Trerè II 25’ Soldera I 30’ Van Hege 50’, 55’, 70’ | Marcatori |  |

| Arbitro: | G.Colombo (Milano) |

|         |           |                                                   |
| Carò ?’ | Marcatori | 7’ ?’ Van Hege ?’ Trerè II ?’ Ferrario ?’ Morandi |

| Arbitro: | G.Colombo (Milano) |

|                                                                                             |           |             |
| Bozzi 15’ Van Hege 20’, 25’, 73’ Morandi 33’ Trerè II 44’, 62’ Ferrario ?’ Lovati ?’ (rig.) | Marcatori | ?’ Badini I |

| Arbitro: | Comazzi (Milano) |

|  |           |                                              |
|  | Marcatori | 2’, 72’ Trerè II 12’, 19’, 40’, 80’ Van Hege |

##### Girone di ritorno
| Modena 8 novembre 1914 6ª giornata | Audax Modena | 0 – 2 | Milan |  |

| Arbitro: | Minoli (Torino) |

|  |           |                             |
|  | Marcatori | 43’ Ferrario 70’, 88’ Crema |

| Arbitro: | Laugeri (Torino) |

|                                                            |           |  |
| Van Hege 4’ Ferrario 11’, 50’ Scarioni II 65’ Trerè II 75’ | Marcatori |  |

| Arbitro: | Bertazzoni (Modena) |

|  |           |              |
|  | Marcatori | 12’ Ferrario |

| Arbitro: | Portigliatti (Torino) |

|             |           |           |
| Morandi 65’ | Marcatori | 66’ Cozzi |

#### Semifinali nazionali

##### Girone di andata
| Arbitro: | Scamoni (Torino) |

|           |           |                         |
| Maggi 15’ | Marcatori | 1’ Morandi 30’ Van Hege |

| Arbitro: | Laugeri (Torino) |

|                              |           |           |
| Pizzi 22’ (rig.) Morandi 63’ | Marcatori | 89’ Poggi |

| Arbitro: | Brunetti (Torino) |

|                       |           |  |
| Pizzi 2’ Ferrario 70’ | Marcatori |  |

##### Girone di ritorno
| Arbitro: | Laugeri (Torino) |

|                       |           |              |
| Ferrario 39’ Sala 85’ | Marcatori | 44’ Reynaudi |

| Alessandria 28 marzo 1915 5ª giornata | Alessandria           | 0 – 0 | Milan | Campo di Piazza d'Armi Vecchia\| Arbitro: \| Portigliatti (Torino) \| |
| Arbitro:                              | Portigliatti (Torino) |       |       |                                                                       |

| Arbitro: | Terzolo (Milano) |

|                           |           |              |
| De Ambrosis 40’, 48’, 75’ | Marcatori | 79’ Ferrario |

#### Finali nazionali

##### Girone di andata
| Arbitro: | Portigliatti (Torino) |

|                    |           |                |
| Ferrario 2’ (rig.) | Marcatori | 13’ Santamaria |

| Arbitro: | Resegotti (Milano) |

|           |           |            |
| Greppi 2’ | Marcatori | 7’ Mosso I |

| Arbitro: | Scamoni (Torino) |

|                   |           |                     |
| Agradi 1’ Aebi ?’ | Marcatori | 89’ (rig.) Ferrario |

##### Girone di ritorno
| Arbitro: | Pedroni (Milano) |

|                                                |           |  |
| Walsingham 5’ Berardo 33’ De Vecchi 61’ (rig.) | Marcatori |  |

| Arbitro: | Scamoni (Torino) |

|                    |           |              |
| Mosso I 35’ (rig.) | Marcatori | 39’ Van Hege |

| 23 maggio 1915 6ª giornata | Milan | – | Inter |  |

## Statistiche

### Statistiche di squadra
| Competizione    | Punti | In casa | In casa | In casa | In casa | In casa | In casa | In trasferta | In trasferta | In trasferta | In trasferta | In trasferta | In trasferta | Totale | Totale | Totale | Totale | Totale | Totale | DR  |
| Competizione    | Punti | G       | V       | N       | P       | Gf      | Gs      | G            | V            | N            | P            | Gf           | Gs           | G      | V      | N      | P      | Gf     | Gs     | DR  |
| --------------- | ----- | ------- | ------- | ------- | ------- | ------- | ------- | ------------ | ------------ | ------------ | ------------ | ------------ | ------------ | ------ | ------ | ------ | ------ | ------ | ------ | --- |
| Prima Categoria | 31    | 10      | 7       | 3       | 0       | 41      | 6       | 11           | 6            | 2            | 3            | 24           | 12           | 21     | 13     | 5      | 3      | 65     | 18     | +47 |

### Statistiche dei giocatori
| Giocatore                | Prima Categoria | Prima Categoria |
| Giocatore                | Presenze        | Reti            |
| ------------------------ | --------------- | --------------- |
| A. G. Avanzini           | 1               | 0               |
| A. Balloni               | 1               | 0               |
| L. Barbieri              | 18              | -18             |
| E. Bertazzoni            | 2               | 0               |
| C. Bozzi                 | 16              | 1               |
| E. Brevedan              | 4               | 3               |
| E. Cazzaniga             | 1               | 0               |
| A. Colombo               | 3               | 0               |
| L. Crema                 | 2               | 2               |
| L. Oleario De Bellagente | 1               | 0               |
| R. Ferrario              | 17              | 11              |
| L. Gaslini               | 2               | 0               |
| A. Greppi                | 5               | 1               |
| C. Lovati                | 15              | 1               |
| E. Morandi               | 13              | 5               |
| G. Mosca                 | 1               | 0               |
| L. Pettinelli            | 3               | 0               |
| A. Pizzi                 | 16              | 2               |
| E. Rovelli               | 2               | 0               |
| M. Sala                  | 15              | 1               |
| A. Scarioni              | 17              | 1               |
| F. Soldera               | 18              | 2               |
| A. Trerè                 | 12              | 11              |
| L. Van Hege              | 20              | 22              |
| G. Zacchi                | 1               | 0               |